# Bernard Hopkins (boxeador)
Para el jugador de baloncesto, véase Bernard Hopkins (Cheff profesional)
Bernard Humphrey Hopkins Jr. (Filadelfia, 15 de enero de 1965), habitualmente conocido como Bernard Hopkins, es un boxeador norteamericano, conocido por su reinado de 10 años como campeón mundial de la categoría del peso mediano, en el que impuso el récord de defensas del título con 20. Es el excampeón de los semipesados después de derrotar a Jean Pascal y convertirse en el campeón de mayor edad en la historia del boxeo, superando a George Foreman, que derrotó a Michael Moorer a los 45 años de edad. Es el único boxeador que ha logrado al mismo tiempo en una misma división los títulos de los 4 organismos dirigentes (AMB, OMB, CMB y FIB) y defenderlos en una misma pelea. También es el boxeador de mayor edad en ser campeón mundial mediano.
Es uno de los boxeadores junto a Ricky Hatton o Shane Mosley, entre otros, que compite en la fundación Golden Boy Promotions, que regenta Óscar De La Hoya.
Su apodo de The Executioner (El ejecutor) viene de su segunda pelea con Segundo Mercado, cuando uno de los comentarista utilizó el término de ejecutar. Después de la pelea se lo comentaron a Hopkins y a este le gusto el apodo transformándolo a El ejecutor.

## Biografía
Tras su paso por la cárcel, debutó el 11 de octubre de 1988 en Nueva Jersey frente a Clinton Mitchell, donde perdió en los puntos con una decisión mayoritaria a favor de Clinton. Tras seis meses de inactividad volvió al ring en 1990, recategorizándose como peso mediano.Luchó contra Greg Paige el 22 de febrero, donde ganó con una decisión unánime de los jueces.
Después de esta victoria consiguió un gran récord, al lograr 21 victorias entre febrero de 1990 y septiembre de 1992.

### Hopkins vs Wayne Powell
En medio de una magnífica racha de victorias, 19 consecutivas, se enfrentó contra Wayne Powell, ambos peleando por el campeonato de los pesos medianos de la United States Boxing Association (USBA), que estaba vacante. Hopkins ganó su primer título profesional, al declarar el árbitro que Powell no estaba en condiciones de luchar por lo que Hopkins ganó el título por un nocaut técnico. Tras obtener el cinturón de campeón, defendió su campeonato en tres ocasiones, venciendo por nocaut técnico a Roy Ritchie y Wendall Hall y ganando por decisión unánime de los jueces a Lupe Aquino.

### Hopkins vs Roy Jones Jr
Su primera oportunidad por el título fue el 22 de mayo de 1993 en Washington D. C. contra Roy Jones Jr por el título vacante de peso mediano de la Federación Internacional de Boxeo (IBF). Perdió en los puntos con una decisión unánime, con las tres tarjetas de los jueces, 116-112 a favor de Roy Jones.

### Título IBF peso mediano
Con un récord de 26 victorias y 2 derrotas y tras haber dejado vacante el campeonato de USBA de peso mediano, se enfrenta al ecuatoriano Segundo Mercado el 17 de diciembre de 1994 en Quito, por el título vacante de la IBF. En un polémico combate a 12 asaltos los jueces declararon un empate, a pesar de haber sido derribado dos veces por el ecuatoriano, con tarjetas de 114-111 para Hopkins, 113-113 y 111-113 para Mercado, por lo que el título siguió vacante hasta una nueva pelea de los púgiles. Tras empatar en el último combate por el título, ambos boxeadores volverían a enfrentarse el 29 de abril de 1995 en Landover. Hopkins se convirtió en campeón mundial de peso mediano gracias a un nocaut técnico, en el séptimo asalto del combate.

### Defensas del título
Reconocido como uno de los mejores boxeadores, defendió el título en siete combates contra gente como Glen Johnson o Simon Brown. Tras las siete victorias consecutivas, (cinco por nocaut técnico, una por decisión unánime y otra por nocaut) fue a disputar su octava defensa del título contra Robert Allen, pero la pelea se descartó tras lesionarse Hopkins cuando fue empujado accidentalmente fuera del ring por el árbitro Mills Lane, quien estaba intentado separar a ambos luchadores. Volvió tras su lesión para pelear con Robert Allen a quien ganó tras un nocaut técnico.

### Título WBC peso mediano
Con once defensas consecutivas del título, ganando todas las peleas, el púgil estadounidense peleó el 14 de abril de 2001 contra Keith Holmes, al que venció, por lo que consiguió el título de la Consejo Mundial de Boxeo. Mientras tanto Félix Trinidad, venció a William Joppy en la quinta ronda consiguiendo el campeonato de la Asociación Mundial de Boxeo. En el futuro combate entre Trinidad y Hopkins donde estarían los títulos en juego, mucha gente pensó que tras la exhibición de Trinidad, que Hopkins no aguantaría mucho ante el púgil puertorriqueño.

### Título WBA peso mediano
La pelea entre Trinidad y Hopkins se esperaba como una de las mejores peleas de los últimos años, ya que ambos eran dos de los mejores boxeadores del momento y porque el vencedor se llevaría 3 títulos (IBF, WBC, WBA) de peso mediano. El combate se produjo en un gran escenario como es el Madison Square Garden en Nueva York. El combate fue dominado fácilmente por Hopkins y en el minuto 1:18 del último asalto el árbitro declaró un nocaut técnico, consiguiendo retener sus dos títulos y ganar el Campeonato de peso mediano de la Asociación.
Expuso sus títulos contra Carl Daniels y el francés Morrade Hakkar venciendo a ambos por nocaut técnico. Meses más tarde se enfrentó a Robert Allen por tercera vez en su carrera, al que también derrotó en los puntos.

### Hopkins vs De La Hoya
Hopkins defendió sus títulos ante Óscar De La Hoya, campeón de peso mediano de la Organización Mundial de Boxeo. Hopkins estaba ante un hecho histórico, defendía su título de la Federación Internacional de Boxeo por 19º vez y De La Hoya estaba ante su primera defensa del título. El combate se celebró en Las Vegas, Nevada. De La Hoya tomó la iniciativa en los primeros asaltos, dominando con golpes fuertes y ágiles, en las últimas rondas. Hopkins tomó la iniciativa, para que en el noveno asalto tras una tunda de puños de Hopkins, De La Hoya se arrodillara en la lona perdiendo el combate y el título.
Con la victoria sobre De La Hoya, instauró dos récords, es el primer y único boxeador que conseguía cuatro títulos mundiales de cuatro organizaciones diferentes (WBC, WBA, WBO, IBF) y el luchador que más veces ha expuesto su título de la IBF (20 veces), en un reinado de más de 10 años.

### Hopkins vs Taylor
Tras defender sus cuatro títulos contra el británico Howard Eastman, se enfrentó el 16 de julio de 2005 contra Jermain Taylor. Con un increíble récord de 46 victorias y tan sólo 2 derrotas el campeón perdió a los puntos por decisión dividida. El excampeón pidió la revancha, que se celebró en el mismo lugar el 3 de diciembre., pero volvió a perder sin opción a recuperar sus títulos.
Tras sus dos derrotas consecutivas frente a Taylor, peleó contra Antonio Tarver, campeón semipesado de la IBO y NBA. El boxeador venció en los puntos con una decisión unánime de los jueces, ganando así los dos cinturones, pero dejó ambos títulos vacantes reteniendo sólo el campeonato Ring Magazine de los pesos semipesados.

### Hopkins vs Calzaghe
Estando el título en juego de los pesos semipesados de Ring Magazine, el británico Joe Calzaghe se alza con la victoria en los puntos perdiendo Hopkins el título en los puntos por 115-112 para Calzaghe, 114-113 para Hopkins y 116-111 para Calzaghe.Hopkins empezó bien el combate con golpes rápidos, pero a medida que el combate avanzaba Joe, le iba tomando la medida a un cansado Hopkins para acabar venciendo en los puntos.

### Hopkins vs Pavlik
En un combate donde no se expuso ningún título, fue televisado por HBO, el 18 de octubre de 2008, se enfrentó al pugilista Kelly Pavlik, campeón peso mediano de la Organización Mundial de Boxeo, que perdió por decisión unánime ante Hopkins. Pelearon en el límite superior de semipesado doce asaltos. Hopkins dominó toda la lucha con múltiples combinaciones de golpes, buena defensa y movimientos. Ambos boxeadores luchaban después de la campana y necesitan ser separados por sus esquinas.

### Hopkins vs Dawson I
El combate se disputó en octubre de 2011 contra el joven Chad Dawson. El primer asalto fue dominado por Dawson y en el segundo este agarró al Hopkins lanzándolo por el suelo y golpeándose el hombro izquierdo, no pudiendo seguir la pelea. El árbitro no vio la acción, por lo que decreto nocaut técnico y victoria para Dawson. Golden Boy Promotions protestó la decisión del árbitro y se llegó a un acuerdo para poner la pelea como nula (NC).

### Hopkins vs Dawson II
La revancha se disputó en abril de 2012. Las apuestas estaban a favor de Dawson, y en el comienzo del combate Dawson comenzó a sangrar por la cabeza debido a por un cabezazo de Hopkins. Continuó el combate hasta los 12 asaltos, que fueron dominados por la juventud de Dawson, perdiendo Hopkins su cinturón del Consejo Mundial de Boxeo.

## Récord profesional
| 55 Ganadas (32 KOs), 8 Derrotas, 2 Empates, 2 Sin decisión |          |                    |                   |               |                          |                                              |
| Res.                                                       | Récord   | Oponente           | Tipo              | Rd., Tiempo   | Datos                    | Localidad                                    |
| D                                                          | 55-8-2-2 | Joe Smith Jr.      | TKO               | 8 (12), 0:53  | 17 de diciembre de 2016  | The Forum, Inglewood, California             |
| D                                                          | 55-7-2-2 | Sergey Kovalev     | UD                | 12            | 8 de noviembre de 2014   | Atlantic City, Nueva Jersey                  |
| G                                                          | 55-6-2-2 | Beibut Shumenov    | SD                | 12            | 19 de abril de 2014      | DC Armony, Washington D. C.                  |
| G                                                          | 54-6-2-2 | Karo Murat         | UD                | 12            | 26 de octubre de 2013    | Barclays Center, Brooklyn, Nueva York        |
| G                                                          | 53-6-2-2 | Tavoris Cloud      | UD                | 12            | 9 de marzo de 2013       | Barclays Center, Brooklyn, Nueva York        |
| D                                                          | 53-6-2-2 | Chad Dawson        | Decisión (mayor.) | 12            | 28 de abril de 2012      | Boardwalk Hall, Atlantic City, Nueva Jersey  |
| NC                                                         | 52-6-2-2 | Chad Dawson        | SD (SD.)          | 2             | 15 de octubre de 2011    | Staples Center, Los Ángeles, California, USA |
| G                                                          | 52-5-2-1 | Jean Pascal        | Decisión (unan.)  | 12            | 21 de mayo de 2011       | Bell Centre, Montreal, Quebec, Canadá        |
| E                                                          | 51-5-2-1 | Jean Pascal        | Decisión (mayor.) | 12            | 18 de diciembre de 2010  | Pepsi Coliseum, Quebec City, Quebec, Canadá  |
| G                                                          | 51-5-1-1 | Roy Jones, Jr.     | Decisión (unan.)  | 12            | 3 de abril de 2010       | Las Vegas, USA                               |
| G                                                          | 50-5-1-1 | Enrique Ornelas    | Decisión (unan.)  | 12            | 2 de diciembre de 2009   | Filadelfia (Pensilvania, EE. UU.)            |
| G                                                          | 49-5-1-1 | Kelly Pavlik       | Decisión (unan.)  | 12            | 18 de octubre de 2008    | Atlantic City, New Jersey                    |
| D                                                          | 48-5-1-1 | Joe Calzaghe       | Decisión (divid.) | 12            | 19 de abril de 2008      | Las Vegas, Nevada                            |
| G                                                          | 48-4-1-1 | Ronald Wright      | Decisión (unan.)  | 12            | 21 de julio de 2007      | Las Vegas, Nevada                            |
| G                                                          | 47-4-1-1 | Antonio Tarver     | Decisión (unan.)  | 12            | 10 de junio de 2006      | Atlantic City, New Jersey                    |
| D                                                          | 46-4-1-1 | Jermain Taylor     | Decisión (unan.)  | 12            | 3 de diciembre de 2005   | Las Vegas, Nevada                            |
| D                                                          | 46-3-1-1 | Jermain Taylor     | Decisión (divid.) | 12            | 16 de julio de 2005      | Las Vegas, Nevada                            |
| G                                                          | 46-2-2-1 | Howard Eastman     | Decisión (unan.)  | 12            | 19 de febrero de 2005    | Los Ángeles,California                       |
| G                                                          | 45-2-2-1 | Oscar De La Hoya   | KO                | 9 (12), 1:38  | 18 de septiembre de 2004 | Las Vegas, Nevada                            |
| G                                                          | 44-2-2-1 | Robert Allen       | Decisión (unan.)  | 12            | 5 de junio de 2004       | Las Vegas, Nevada                            |
| G                                                          | 43-2-2-1 | William Joppy      | Decisión (unan.)  | 12            | 13 de diciembre de 2003  | Atlantic City, New Jersey                    |
| G                                                          | 42-2-2-1 | Morrade Hakkar     | TKO               | 8 (12), 3:00  | 29 de marzo de 2003      | Filadelfia                                   |
| G                                                          | 41-2-2-1 | Carl Daniels       | TKO               | 10 (12), 3:00 | 2 de febrero de 2002     | Reading, Pennsylvania                        |
| G                                                          | 40-2-2-1 | Félix Trinidad     | TKO               | 12 (12), 1:18 | 29 de septiembre de 2001 | Nueva York                                   |
| G                                                          | 39-2-2-1 | Keith Holmes       | Decisión (unan.)  | 12            | 14 de abril de 2001      | Nueva York                                   |
| G                                                          | 38-2-2-1 | Antwun Echols      | TKO               | 10 (12), 1:42 | 1 de diciembre de 2000   | Las Vegas, Nevada                            |
| G                                                          | 37-2-2-1 | Syd Vanderpool     | Decisión (unan.)  | 12            | 13 de mayo de 2000       | Indianapolis, Indiana                        |
| G                                                          | 36-2-2-1 | Antwun Echols      | Decisión (unan.)  | 12            | 12 de diciembre de 1999  | Miami, Florida                               |
| G                                                          | 35-2-2-1 | Robert Allen       | TKO               | 7 (12), 1:18  | 6 de febrero de 1999     | Washington D. C.                             |
| NC                                                         | 34-2-2-1 | Robert Allen       | No participa      | 4 (12), 2:57  | 28 de agosto de 1998     | Las Vegas, Nevada                            |
| G                                                          | 34-2-1   | Simon Brown        | TKO               | 6 (12), 1:00  | 31 de enero de 1998      | Atlantic City, Nueva Jersey                  |
| G                                                          | 33-2-1   | Andrew Council     | Decisión (unan.)  | 12            | 18 de noviembre de 1997  | Upper Marlboro, MD                           |
| G                                                          | 32-2-1   | Glen Johnson       | TKO               | 11 (12), 1:23 | 20 de julio de 1997      | Indio, California                            |
| G                                                          | 31-2-1   | John David Jackson | TKO               | 7 (12), 2:22  | 19 de abril de 1997      | Shreveport, Louisiana                        |
| G                                                          | 30-2-1   | William Bo James   | TKO               | 11 (12), 2:02 | 16 de julio de 1996      | Atlantic City, New Jersey                    |
| G                                                          | 29-2-1   | Joe Lipsey         | KO                | 4 (12), 2:50  | 16 de marzo de 1996      | Las Vegas, Nevada                            |
| G                                                          | 28-2-1   | Steve Frank        | TKO               | 1 (12), 0:24  | 27 de enero de 1996      | Phoenix, Arizona                             |
| G                                                          | 27-2-1   | Segundo Mercado    | TKO               | 7 (12), 1:10  | 29 de abril de 1995      | Landover, MD                                 |
| E                                                          | 26-2-1   | Segundo Mercado    | Empate            | 12            | 17 de diciembre de 1994  | Quito, Ecuador                               |
| G                                                          | 26-2     | Lupe Aquino        | Decisión (unan.)  | 12            | 17 de mayo de 1994       | Atlantic City, New Jersey                    |
| G                                                          | 25-2     | Melvin Wynn        | TKO               | 3, 0:48       | 26 de febrero de 1994    | Atlantic City, New Jersey                    |
| G                                                          | 24-2     | Wendall Hall       | TKO               | 3 (12), 0:28  | 23 de noviembre de 1993  | Las Vegas, Nevada                            |
| G                                                          | 23-2     | Roy Ritchie        | TKO               | 7 (12), 1:47  | 3 de agosto de 1993      | Filadelfia                                   |
| D                                                          | 22-2     | Roy Jones, Jr.     | Decisión (unan.)  | 12            | 22 de mayo de 1993       | Washington D. C.                             |
| G                                                          | 22-1     | Gilbert Baptist    | Decisión (unan.)  | 12            | 16 de febrero de 1993    | Denver, Colorado                             |
| G                                                          | 21-1     | Wayne Powell       | TKO               | 1 (12), 0:21  | 4 de diciembre de 1992   | Atlantic City, New Jersey                    |
| G                                                          | 20-1     | Eric Rhinehart     | KO                | 1, 1:47       | 14 de septiembre de 1992 | Filadelfia                                   |
| G                                                          | 19-1     | James Stokes       | KO                | 1             | 28 de agosto de 1992     | Atlantic City, New Jersey                    |
| G                                                          | 18-1     | Aníbal Miranda     | Decisión (unan.)  | 10            | 21 de mayo de 1992       | Paris, France                                |
| G                                                          | 17-1     | Randy Smith        | Decisión (unan.)  | 10            | 3 de abril de 1992       | Atlantic City, New Jersey                    |
| G                                                          | 16-1     | Dennis Milton      | TKO               | 4 (10)        | 31 de enero de 1992      | Filadelfia                                   |
| G                                                          | 15-1     | Willie Kemp        | Decisión (unan.)  | 10            | 13 de diciembre de 1991  | Atlantic City, New Jersey                    |
| G                                                          | 14-1     | David McCluskey    | TKO               | 7 (10)        | 26 de noviembre de 1991  | Filadelfia                                   |
| G                                                          | 13-1     | Ralph Moncrief     | TKO               | 1 (10), 1:28  | 23 de septiembre de 1991 | Filadelfia                                   |
| G                                                          | 12-1     | Danny Mitchell     | KO                | 1             | 9 de julio de 1991       | Filadelfia                                   |
| G                                                          | 11-1     | Pedro Márquez      | TKO               | 1             | 20 de junio de 1991      | Parsippany, New Jersey                       |
| G                                                          | 10-1     | Steve Langley      | TKO               | 3 (6), 1:10   | 18 de marzo de 1991      | Las Vegas, Nevada                            |
| G                                                          | 9-1      | Richard Quiles     | KO                | 1 (6)         | 26 de febrero de 1991    | Filadelfia                                   |
| G                                                          | 8-1      | Mike Sapp          | TKO               | 1             | 17 de noviembre de 1990  | Fort Myers, Florida                          |
| G                                                          | 7-1      | Darrin Oliver      | TKO               | 1             | 20 de octubre de 1990    | Atlantic City, New Jersey                    |
| G                                                          | 6-1      | Percy Harris       | Decisión (unan.)  | 6             | 5 de agosto de 1990      | Atlantic City, New Jersey                    |
| G                                                          | 5-1      | Khalif Shabazz     | KO                | 1, 0:36       | 30 de junio de 1990      | Atlantic City, Nueva Jersey                  |
| G                                                          | 4-1      | Jouvin Mercado     | TKO               | 2 (4), 0:43   | 31 de mayo de 1990       | Rochester, Nueva York                        |
| G                                                          | 3-1      | Eddie Tyler        | TKO               | 1             | 18 de mayo de 1990       | Atlantic City, New Jersey                    |
| G                                                          | 2-1      | Keith Gray         | TKO               | 1             | 26 de abril de 1990      | Filadelfia                                   |
| G                                                          | 1-1      | Greg Paige         | Decisión (unan.)  | 4             | 22 de febrero de 1990    | Filadelfia                                   |
| D                                                          | 0-1      | Clinton Mitchell   | Decisión (divid.) | 4             | 11 de octubre de 1988    | Atlantic City, New Jersey                    |

## Distinciones individuales
- Boxeador del año 2001 por Ring Magazine.